# Eren Keskin
Eren Keskin (* 24. Mai 1959 in Bursa) ist eine türkische-kurdische Anwältin und Menschenrechtlerin.

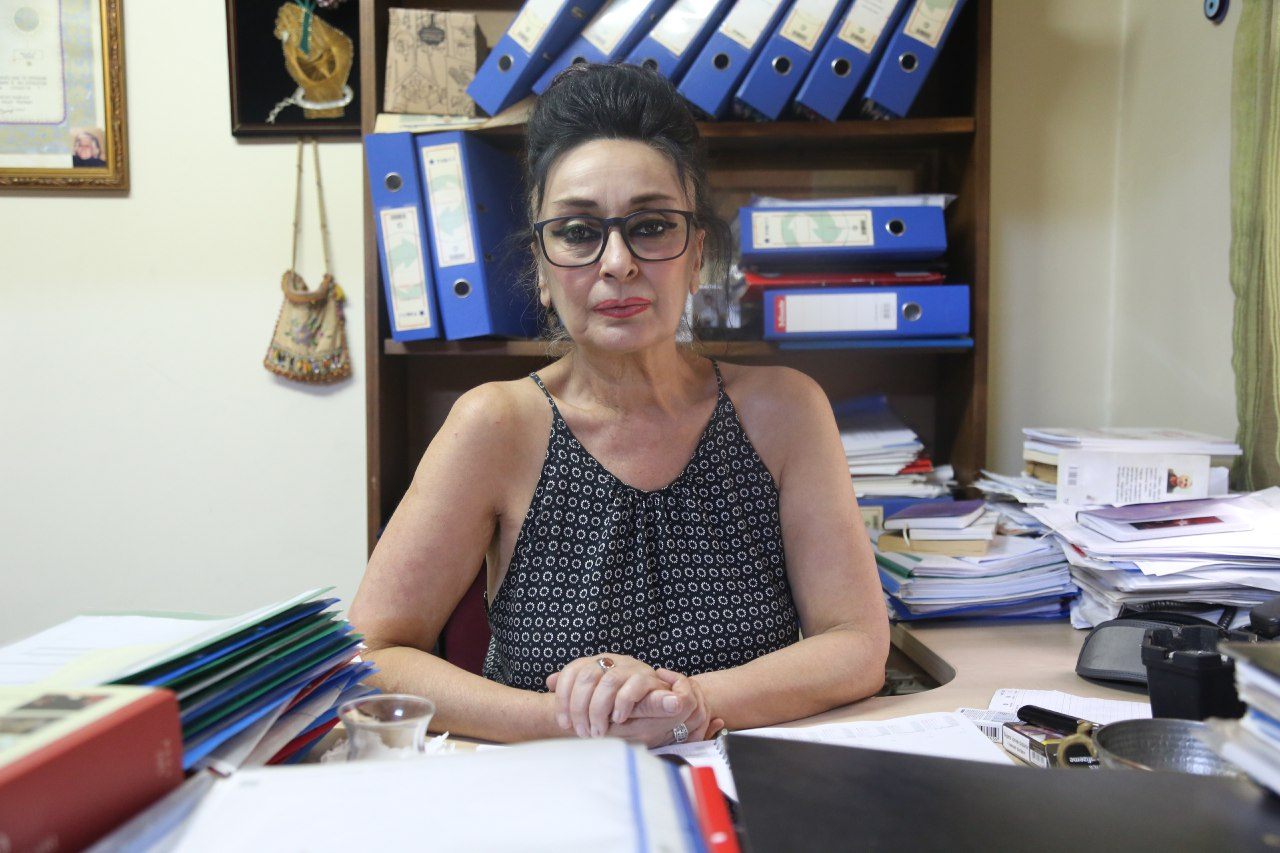
Eren Keskin

## Leben
Eren Keskin wuchs in einer akademisch geprägten Familie auf. Ihr Vater war Kurde aus Sivas, ihre Mutter Circassierin aus Istanbul. Nach Abschluss der Hauptschule begann sie an der juristischen Fakultät zu studieren. 

### Engagement für Menschenrechte
Die in Istanbul praktizierende Anwältin ist eine Kritikerin des türkischen Staates und seines Rechtssystems. Sie setzt sich für Menschenrechte, insbesondere für die des kurdischen Volks und der Frauen ein. Sie ist seit 1986 Mitglied im Menschenrechtsverein IHD und gegenwärtig Leiterin von dessen Istanbuler Sektion. 1997 gründete sie, ebenfalls in Istanbul, ein Rechtshilfeprojekt „Rechtliche Hilfe für Frauen, die von staatlichen Sicherheitskräften vergewaltigt oder auf andere Weise sexuell misshandelt wurden“. Ihr Engagement brachte ihr vorübergehend ein Berufsverbot und mehrere Morddrohungen ein, unter anderem von der ultra-nationalistischen Türkischen Rachebrigade. Zeitweise waren 87 Strafverfahren gegen sie anhängig. 1999 verteidigte sie Abdullah Öcalan vor Gericht.

### Strafverfolgung und Prozesse
Im September 1994 wurde sie von einem türkischen Gericht zu zwei Jahren Haft verurteilt, weil sie in einem Brief an das belgische Parlament das Schweigen der internationalen Öffentlichkeit zu den Menschenrechtsverletzungen an Kurden kritisiert und dabei das Wort „Kurdistan“ benutzt hatte. Im Jahr 2002 machte sie während einer Podiumsdiskussion in Köln der türkischen Armee den Vorwurf, bei der Bekämpfung der kurdischen PKK Frauen sexuell missbraucht zu haben. Daraufhin wurde sie 2006 nach Artikel 301 des türkischen Strafgesetzbuches zu zehn Monaten Haft verurteilt. Dieser Paragraph stellt die „Beleidigung des Türkentums, der Republik und der Institutionen und Organe des Staates“ unter Strafe. Das Urteil wurde später in eine Geldstrafe umgewandelt.
Am 20. März 2008 wurde sie erneut zu sechs Monaten Haft verurteilt. Ihr wurde vorgeworfen, in einem Interview mit dem Berliner Tagesspiegel aus dem Jahr 2006 die türkische Armee als „kriminelle Vereinigung“ herabgewürdigt zu haben. Sie behauptete im Interview, dass das Attentat an dem Mitglied des türkischen Staatsrates 2006 entgegen öffentlicher Meinung nicht das Werk eines Islamisten sei, sondern das Werk einer dem Generalstabschef angeblich unterstellten Organisation der Sonderkriegsführung (Tiefer Staat), der mit diesem False-Flag-Attentat auf den Richter nur seine Position stärken wolle.
In der Gerichtsverhandlung erklärte sie:

„Es ist meine Überzeugung, dass das Militär die Demokratisierung der Türkei behindert. Ich bin der Ansicht, dass das Militär zu großen Einfluss auf die Justiz und Politik der Türkei ausübt und dass es sich daraus zurückziehen sollte. Ich habe damit nicht die Armee herabwürdigen, sondern meine politische Meinung äußern wollen. Ich bin der Überzeugung, dass das keine Straftat sein kann.“

Die Richter beriefen sich in ihrem Urteil erneut auf den Artikel 301. Keskin kündigte Berufung an. Bis zur Entscheidung der Berufungsinstanz bleibt sie auf freiem Fuß. Am 11. Dezember 2014 wurde sie wegen einer Rede aus dem Jahre 2005 zum Tod von einem 12 Jahre alten Jungen der durch das türkische Militär verursacht wurde zu 10 Monaten Haft verurteilt. das Urteil wurde ebenso mit Artikel 301 begründet.  Wegen der Äußerungen im Tagesspiegel wurde außerdem ein Disziplinarverfahren bei der Anwaltskammer Istanbul gegen Keskin angestrengt. Es droht ihr der vorübergehende oder dauerhafte Entzug der anwaltlichen Lizenz. Deutsche Politiker wie Ruprecht Polenz, Claudia Roth und Hans-Gert Pöttering kritisierten das Urteil.
Gemäß Aussage von Keskin vom Februar 2017 habe die türkische Justiz gegen ihre Person über 140 Strafverfahren eröffnet.
Am 30. März 2018 wurde sie in erster Instanz zu 7,5 Jahren Haft verurteilt, weil sie in der Zeitung Özgür Gündem Artikel veröffentlicht hat, welche die Türkische Nation degradiert und den Präsidenten beleidigt haben sollen.
Eren Keskin trat mit 34 anderen Intellektuellen und Künstlern Anfang Januar 2010 der Barış ve Demokrasi Partisi bei. Dies geschah aus Protest gegen die Politik der Regierung bezüglich der BDP.

## Auszeichnungen
- 2000 Hans-Litten-Preis der VDJ – Vereinigung Demokratischer Juristinnen und Juristen e. V.
- 2001 Menschenrechtspreis der deutschen Sektion von amnesty international
- 2004 Aachener Friedenspreis
- 2005 Theodor-Haecker-Preis der Stadt Esslingen am Neckar für politischen Mut und Aufrichtigkeit
- 2017 Hrant Dink Award[14]
- 2017 Human Rights Prize vom Anna Dahlbäck Memorial Fund[15]
- 2018 Helsinki Civil Society Award[16]
- 2018 Anna Lindh Prize[17]

## Film
- 2023 Eren. Dokumentarfilm. Drehbuch und Regie: Maria Binder